# Dejan Ivanov
Dejan Ivanov (Varna, 11. ožujka 1986.) je bugarski profesionalni košarkaš. Igra na poziciji krilnog centra, a trenutačno je član Premiate Montegranaro. Ima brata blizanca Kalojana Ivanova, koji je isto tako košarkaš. 

## Vanjske poveznice
- Profil na NLB.com
- Profil na KK Zadar.com